# WrestleMania XXV
Двадесет пета Годишњица Реслманијe (енгл. WrestleMania), или Реслманија 25 (такође се наводи римским бројевима као, Реслманија XXV), је двадесет пета Реслманија под промоцијом WWE (енгл. World Wrestling Entertainmenta). Реслманија 25 се десила 5. априла 2009. године на Рилајант Стадиону (енгл. Reliant Stadium) у Хјустону, у америчкој савезној држави Тексас.
То је друга Реслманија одржана у америчкој савезној држави Тексас, прва је била Реслманија 17 (енгл. X-Seven), такође у Хјустону, одржана у 2001. године. Реклама за овај догађај била је „Све је веће у Тексасу, а посебно Реслманија.” 

## Продукција
Објављено је 30. јануара 2009. да ће „Вор Машин” (енгл. War Machine) и „Шут ту трил” (енгл. Shoot to Thrill), групе AC/DC, бити званичне песме Реслманије.

### Пут ка Реслманији-и
Од 1993. године, победник Ројал Рамбл меча добија прилику да изазове неког од шампиона на Реслманији. Једини победници Ројал Рамбла који се нису борили за титулу на Реслманији су Стив Остин 1997. и Винс Мекмен 1999. Ренди Ортон је победио на Ројал Рамбл мечу и изазвао је Трипл Ејча за титулу шампиона на Реслманији XXV.
У емисији „Ров” (енгл. Raw), 16. фебруара, Шон Мајклс је изазвао Џона Лејфилда на меч следеће недеље за право да се суочи са Андертејкером на Реслманији. Шон је победио у том мечу, али је приморан да се бори против Владимира Козлова за право да изазове Андертејкера на Реслманији.
Квалификациони мечеви за турнир „Новац у банци” (енгл. Money in the Bank (MITB)) почели су 23. фебруара 2009. са трипл трет (енгл. Triple Threat) мечом у коме су учествовали Си-Ем Панк, Џон Морисон и Миз. Си-Ем Панк је победио у мечу и он се први квалификовао за турнир „Новац у банци” (енгл. Money in the Bank). Следеће недеље, у емисији „Ров” (енгл. Raw), био је још један трипл трет (енгл. Triple Threat) меч између Реј Мистерија, Кејна и Мајка Нокса. Кејн је победио у овом мечу и учествовао је у „Новац у банци” (енгл. Money in the Bank) мечу.
На Ројал Рамблу, Мет Харди напао је свог брата Џефа Хардија док је бранио титулу. Након тога почело је ривалство између њих двоје, тако да су се састали на Реслманији 25 и то у мечу са екстремним правилима (енгл. Extreme Rules). То је меч у којем се не може досудити дисквалификација.

## Мечеви[1]
| #                      | Мечеви | Опис                                                                                |
| ---------------------- | --- | ----------------------------------------------------------------------------------- |
| Није емитовано         | Карлито и Примо Колон победили су Џона Морисона и Миза                                                           | Ламберџек (енгл. Lumberjack) тег тим меч за уједињење тег тим шампионских титула              |
| 1                      | Си-Ем Панк је победио Кејна, Марка Хенрија, ЕмВиПи-ја, Шелтона Бенџамина, Кофија Кингстона, Кристијана и Финлија | „Новац у банци” (енгл. ) меч                                                        |
| 2                      | „Сантина” Марела „освојила” је бетл ројал (енгл. battle royal)                                                               | Победник је био крунисан као „Мис Реслманија”                                       |
| 3                      | Крис Џерико је победио Родија Пајпера, Џимија Снуку и Рикија Стимбоута (са Риком Флером)                         | 3-против-1 хендикеп елиминациони меч                                                |
| 4                      | Мет Харди је победио Џефа Хардија                                                                                | Меч са екстремним правилима, што значи да нема дисквалификација                     |
| 5                      | Реј Мистеријо је победио Џона Лејфилда (c)                                                                       | Регуларан меч за Интерконтиненталног шампиона                                       |
| 6                      | Андертејкер је победио Шона Мајклса                                                                              | Регуларан меч                                                                       |
| 7                      | Џон Сина је победио Биг Шоуа и Еџа (c)                                                                           | Регуларан меч за Светског шампиона у тешкој категорији                              |
| 8                      | Трипл Ејч (c) је победио Рендија Ортона                                                                          | Регуларан меч за WWE шампиона. Ако Трипл Ејч буде дисквалификован, изгубиће титулу. |
| (c) - шампион пре меча | |                                                                                     |

## Други вебсајтови
- Званични сајт за Реслманије